# Calcium-2-ethylhexanoat
Calcium-2-ethylhexanoat ist eine chemische Verbindung des Calciums aus der Gruppe der Carbonsäuresalze.

## Gewinnung und Darstellung
Calcium-2-ethylhexanoat kann (wie auch das Magnesium- und Zinkderivat) durch Reaktion von Calcium mit 2-Ethylhexansäure in Toluol gewonnen werden.

## Eigenschaften
Calcium-2-ethylhexanoat ist ein brennbarer, schwer entzündbarer, weißer Feststoff, der löslich in Wasser ist. Er zersetzt sich bei Erhitzung über 215 °C.

## Verwendung
Calcium-2-ethylhexanoat wird als Zwischenprodukt bei organischen Synthesen (zum Beispiel für Beschichtungen) verwendet.